# WASP-17b
WASP-17b (Ditsô) – planeta pozasłoneczna orbitująca wokół gwiazdy WASP-17, znajdująca się w odległości 1000 lat świetlnych w gwiazdozbiorze Skorpiona, odkryta w 2009 w ramach programu WASP.

Grafika obrazująca ruch wsteczny rzeczywisty

WASP-17b jest gazowym olbrzymem, krążącym po lekko ekscentrycznej orbicie, w średniej odległości 0,05 au od swojej gwiazdy. Jeden pełny obieg zajmuje mu 3,7 dnia.
Jest jedną z kilku dotychczas odkrytych planet pozasłonecznych poruszających się po orbicie ruchem wstecznym. Taki niezwykły ruch planety może być wytłumaczony asystą grawitacyjną wynikłą z kolizji lub bliskiego przejścia innej planety. Innym wyjaśnieniem anomalii może być tzw. efekt Kozai.
Masa planety wynosi 0,49 MJ, a promień ok. 2 RJ. W momencie odkrycia była to największa z planet pozasłonecznych o znanym promieniu. Jej gęstość jest bardzo niska i wynosi zaledwie 82 kg/m³ (co stanowi 0,0616 gęstości Jowisza). Promień WASP-17b jest aż o 0,7 RJ większy niż zakładają obecnie obowiązujące teorie dotyczące gazowych olbrzymów, na razie nie jest znana przyczyna aż takiego „rozdęcia” planety.
| Jowisz | WASP-17b |
| ------ | -------- |
|        |          |

## Nazwa
Planeta ma nazwę własną Ditsô, która w wierzeniach ludu Bribri, rdzennych mieszkańców Kostaryki, jest nazwą daną ich przodkom przez boga Sibô. Nazwa została wyłoniona w konkursie zorganizowanym w 2019 roku przez Międzynarodową Unię Astronomiczną w ramach stulecia istnienia organizacji. Uczestnicy z Kostaryki mogli wybrać nazwę dla tej planety. Spośród nadesłanych propozycji zwyciężyła nazwa Ditsô dla planety i Dìwö dla gwiazdy.